# Sándor Tótka
Sándor Tótka (ur. 27 lipca 1994 w Mezőtúr) – węgierski kajakarz. Złoty medalista olimpijski z Tokio.